# You Make Me Real
„You Make Me Real“ je píseň skupiny The Doors, která vyšla roku 1970 na albu Morrison Hotel. Tentýž rok pak vyšla jako samostatný singl s písní „Roadhouse Blues“ na B-straně.
V hudebním žebříčku Billboard se píseň roku 1969 dostala na 50. pozici.